# Devilman
Devilman (デビルマン?, Debiruman) è un manga di Gō Nagai pubblicato sulla rivista Weekly Shōnen Magazine di Kōdansha dal 26 maggio 1972 al 1º giugno 1973 e raccolto in cinque tankōbon. L'opera venne liberamente trasposta in una serie televisiva anime dalla Toei Animation e trasmessa la prima volta in Giappone dalla rete televisiva NET dall'8 luglio 1972 al 7 aprile 1973. Ebbe inoltre un più fedele adattamento OAV, una trasposizione cinematografica live-action nel 2004 e numerosi manga spin-off.
L'opera ottenne un grande successo di critica e pubblico e, insieme ad altre opere come Mazinger Z e a Mao Dante, è considerata fra le serie più famose dell'autore e il suo anime contribuì negli anni settanta allo sviluppo e al successo dell'animazione giapponese in un decennio considerato il suo periodo d'oro. In un sondaggio effettuato da TV Asahi è risultato al 76º posto nella classifica dei cento anime più popolari in Giappone.

## Trama

### Manga
La vita di Akira Fudo viene sconvolta dal suo amico Ryo Asuka quando egli gli rivela che la Terra sta per essere invasa dai demoni, esseri mostruosi ibernati per secoli nei ghiacci e che stanno per tornare in superficie. Secondo Ryo i demoni sarebbero vissuti sulla Terra prima della comparsa dell'uomo, e adesso ne rivendicherebbero il possesso. L'unico modo per sconfiggerli è quello di prendere il controllo dei poteri dei demoni stessi per combatterli ad armi pari. Ryo coinvolge quindi l'amico in una sabba durante la quale Akira si fonde con Amon, il più potente e terribile dei demoni, e si trasforma in una creatura nota come Devilman. Solo lo spirito puro del ragazzo e il suo grande amore per la bella Miki gli permettono di controllare Amon e di utilizzarne i poteri per difendere il genere umano.

### Anime
Un giovane demone, Devilman, viene spedito sulla Terra per sconvolgere il genere umano e far trionfare il regno delle tenebre. Per realizzare il suo proposito Devilman si impossessa del corpo di un ragazzo, Akira Fudo, ucciso insieme a suo padre da lui stesso. Tornato a casa nelle sembianze di Akira, Devilman viene adottato dai Makimura, amici dei genitori di Akira, e si innamora della loro figlia, Miki Makimura. L'amore verso una fanciulla umana rappresenta un torto per il regno dei demoni che, guidato dal Grande Zenon, che aveva spedito Devilman sulla Terra per annientare il genere umano, non può tollerare. Inizia così una terribile guerra tra Devilman e i suoi ex-alleati.

## Creazione e sviluppo

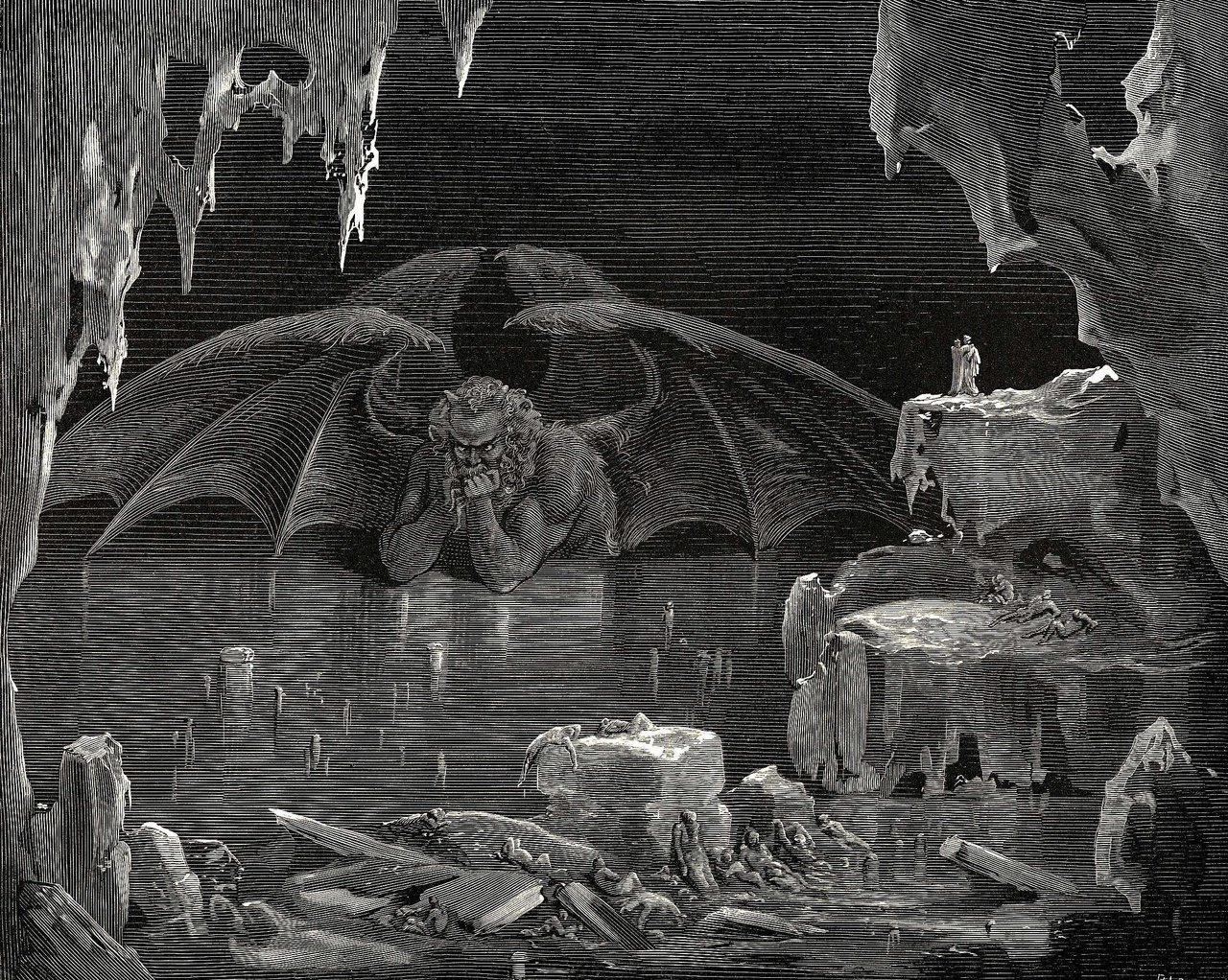
L'illustrazione di Lucifero di Gustave Doré

Go Nagai iniziò a sviluppare Devilman quando la Toei Animation, colpita dal precedente manga dell'autore Mao Dante, gli propose di lavorare a un nuovo anime in cui inserire un personaggio più simile a un supereroe ispirandosi proprio al precedente lavoro dell'autore. Nagai iniziò così a lavorare al suo nuovo manga unendo le tematiche presenti in Mao Dante al risentimento che ancora provava verso coloro che l'avevano bersagliato a causa di La scuola senza pudore (Harenchi Gakuen) in maniera tale da attaccare la società giapponese di quegli anni. Presentò un nuovo rapporto tra il bene e male portandolo dal mondo occidentale, soprattutto dal cristianesimo, al mondo nipponico. Sempre dal mondo occidentale, si ispirò alle incisioni di Gustave Doré della Divina Commedia, in particolare di quelle dell'Inferno, per la rappresentazione grafica del personaggio principale Devilman. A causa dei temi che il manga stava sviluppando, la creazione del manga e dell'anime si separarono e si svilupparono in maniera completamente diversa, con quest'ultimo che preferì favorire un anime più adatto a un pubblico minorenne.

## Manga
Devilman è stato pubblicato sulla rivista Shōnen Magazine di Kodansha dal 26 maggio 1972 (data di copertina 11 giugno 1972) al 1º giugno 1973 (24 giugno 1973). I capitoli pubblicati su rivista sono poi stati raccolti in 5 tankōbon commercializzati tra il 20 ottobre 1972 e il 10 settembre 1973; successivamente Kodansha ha ripubblicato più volte il manga in diverse edizioni e diverso numero di volumi.
Successivamente nel 2003 Kodansha ha pubblicato, per il mercato giapponese, una nuova versione del manga tradotta anche in inglese.
All'estero il manga è stato tradotto anche in Francia dalla Dynamic Vision, a Hong Kong, in Taiwan, in Corea del Sud e in Italia mentre la prima versione inglese fu pubblicata in America nel 1986 quando lo stesso Go Nagai, sempre interessato al mercato occidentale, pensò che i tempi fossero maturi per un'eventuale pubblicazione in inglese del suo manga. Appoggiandosi alla Dynamic Productions l'autore pubblicò il primo volume del suo manga, intitolandolo Go Nagai's Devilman: The Devil's Incarnation adattandolo alla lettura occidentale ribaltando le tavole e in formato uguale a quello dei fumetti americani ma il riscontro con il pubblico fu scarso.

### Edizioni italiane
In Italia il manga ha avuto diverse pubblicazioni, iniziando dalla Granata Press, sulla testata Z Star, in 14 volumi pubblicati dal dicembre 1991 al gennaio 1993. La Dynit l'ha pubblicato sulla testata Manga Cult, in 3 volumi dal gennaio 1996 al dicembre 1997. D/Visual in 5 volumi dal luglio 2004 all'aprile 2005. Infine la J-Pop ha pubblicato in Italia, con cadenza mensile, una nuova edizione del manga basata sulla bunkoban pubblicata da Kodansha nel 2009 a partire dall'11 maggio 2013 e ad aprile 2017 un'edizione Omnibus in volume unico.

### Manga spin-off e crossover
La serie grazie alla fama internazionale ottenuta ha avuto diversi spin-off, alcuni dei quali scritti e illustrati dallo stesso Go Nagai mentre altri lasciati ad altri autori. Parallelamente al manga classico fu prodotto un ulteriore adattamento cartaceo dell'anime, disegnato da Mitsuru Hiruta (che già aveva collaborato con Nagai per Scuola senza pudore) e più fedele alla versione televisiva, pur se con qualche differenza e toni decisamente più cupi.
Sempre in versione televisiva, Devilman appare anche in un capitolo della versione manga di Mazinga Z disegnata da Gosaku Ota, che si ispira all'OAV Mazinga Z contro Devilman.
Devilman - Time Travellers è un volume unico pubblicato da Kōdansha nel 1981, ripubblicata in seguito nel 1987 in Giappone (solo nel 2007 e nel 2013 in Italia rispettivamente da d/visual e J-Pop) contenente alcune storie scritte dallo stesso Nagai non inserite nei volumi della serie originale.
Amon - The Darkside of Devilman, scritto e illustrato da Yu Kinutani, è incentrato sull'origine dei demoni;
Strange Days - The Apocalypse of Devilman, nuovamente scritto e illustrato da Yu Kinutani, è stato pubblicato in Giappone nel 2005, mentre in Italia è stato pubblicato il 14 giugno 2006 da d/visual;
Devillady, di cui si è occupato Nagai, è stato pubblicato tra il 1997 e il 2000 sulla rivista Weekly Morning di Kōdansha.
Un'ulteriore apparizione di Devilman in versione televisiva si ha anche nella serie spin-off al femminile Mazinger Angels.
Il 19 aprile 2010 è stato pubblicato sulla rivista Champion Red di Akita Shoten il crossover Getter Robot VS Devilman.
A partire dal 19 aprile 2012, per festeggiare i quarant'anni della serie, sempre sulla rivista Champion Red è iniziata la serie Devilman G, uno spin-off della serie originale, scritto da Go Nagai e disegnato da Rui Takato. Il manga si è concluso sul numero di febbraio 2014 della stessa rivista.
Sulla rivista Weekly Young Magazine di Kōdansha dal 14 novembre 2012 è stata pubblicata una storia intitolata Devilman VS Hades, scritto e disegnato dal team di mangaka Team Moon.

## Anime

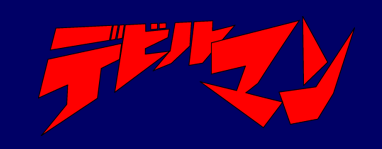
Logo originale della serie TV

La serie televisiva è composta da 39 episodi, realizzata da Toei Animation e andata in onda dal 1972 al 1973 sulla rete televisiva NET (ora TV Asahi). Sia la sigla iniziale Devilman no uta (デビルマンの歌? lett. "La canzone di Devilman") sia la sigla finale Kyō mo dokoka de Devilman (今日も何処かでデビルマン? lett. "Devilman è anche ora da qualche parte") sono state scritte da Yu Aki, composte da Shinichi Tokura e cantate da Keizo Toda. È stata poi pubblicata una versione in DVD il 21 settembre 2002 per il mercato giapponese.
In America la serie non è stata mai mandata in onda o venduta per il mercato home video fino al 2014 quando Discotek Media ha annunciato la vendita della serie in DVD.
In Italia Devilman fu importata a cura della ITB - Italian TV Broadcasting e venne programmata a partire dal 1985 sul circuito Euro TV e su varie reti regionali; tuttavia la serie non fu più riproposta dopo i primi anni '90. Il doppiaggio italiano è stato eseguito dalla Oceania Film di Roma ed è interpretato da soli tre doppiatori: Massimo Corizza nei ruoli di Akira Fudo, Tare Makimura e vari demoni; Beatrice Margiotti nei ruoli di Miki Makimura e degli altri personaggi femminili; Renato Montanari nei rimanenti ruoli di demoni e personaggi maschili. Il 26 maggio 2014 Yamato Video ha pubblicato l'intera serie in un box da 8 DVD a tiratura limitata, che include sottotitoli fedeli ai dialoghi originali. Nello stesso anno la serie è stata trasmessa sulla rete televisiva Man-ga.
La sigla italiana Devilman è stata scritta da Riccardo Zara e cantata da I Cavalieri del Re per l'etichetta RCA, che tuttavia all'epoca decise di non pubblicarla a causa del sempre minore successo commerciale dei propri 45 giri di sigle di cartoni animati. Il brano fu edito per la prima volta in versione integrale nel CD TiVulandia 4, pubblicato nel 2003 da BMG; è stato poi ripubblicato in varie altre raccolte e nel 45 giri promozionale Devilman/Ransie la Strega del 2009.

## Personaggi

### Manga
- Akira Fudo (不動 明?, Fudō Akira): è un ragazzo che vive insieme alla famiglia Makimura dopo il trasferimento all'estero dei suoi genitori.

È un giovane timido e capita spesso che si faccia difendere dall'amica Miki Makimura di cui è innamorato. La sua vita cambia completamente quando un giorno gli fa visita Ryo Asuka, un suo ex-compagno di scuola, che gli confida che il padre è morto in un modo terribile e misterioso. Ryo riesce a persuadere Akira a seguirlo nella sua villa, dove gli mostra l'orribile eredità lasciata da suo padre: un terrificante "libro" di storia dei demoni, una stirpe vissuta sulla Terra prima dell'avvento degli esseri umani e che ora si sta risvegliando dal suo millenario sonno nei ghiacci. I demoni sono dotati di poteri straordinari e l'unico modo per affrontarli è dotarsi degli stessi poteri. Dopo essere stato coinvolto in un sabba dall'amico Ryo Asuka, si fonde con Amon, uno dei demoni più potenti, acquistando la capacità di trasformarsi in un mezzo diavolo dalla forma metà umana metà caprina. Inoltre cambia completamente carattere, diventando più coraggioso e aggressivo. Inizierà così a combattere i demoni per salvare Miki e il resto del genere umano.
- Ryo Asuka/Satana (飛鳥 了?, Asuka Ryō): è un ragazzo amico di Akira, è il primo a scoprire dell'esistenza dei demoni e della loro prossima invasione della Terra. In realtà dietro il suo aspetto umano si nasconde Satana, uno degli angeli espulsi dal paradiso, che ha il solo scopo di distruggere gli esseri umani ma inaspettatamente si innamora di uno di essi, Akira, che cerca di salvare. Così abbandona la sua identità angelica facendosi ipnotizzare e aiutando Akira a diventare più forte ottenendo i poteri di un demone. Alla fine riacquisterà la memoria e darà inizio allo sterminio del genere umano.
- Miki Makimura (牧村ミキ?, Makimura Miki): è la figlia dei Makimura e amica di Akira che prende sempre in giro, nonostante sia bella è manesca ed è ritenuta immatura da Akira. Dopo la fusione di Akira con Amon, inizia ad apprezzare il nuovo carattere del ragazzo di cui poi si innamora.
- Silen (シレーヌ?, Shirenu): è un demone ed ex-amante di Amon prima che egli venisse rinchiuso nel corpo di Akira. Il suo aspetto ricorda molto quello di un'arpia con due antenne sulla testa e due artigli da rapace al posto delle gambe.
- Agwel (アグウェル?, Agūeru): è un demone subordinato di Silen, è composto da un materiale melmoso con la capacità di fondersi con gli oggetti solidi. È uno dei due demoni che attaccano la famiglia Makimura.
- Ghelmer (ゲルマー?, Gerumā): è un demone dalle fattezze simili a quelle di un rettile che basa la sua forza sulla quantità di acqua che ha assorbito. Quando è saturo d'acqua può esercitare poteri come la metamorfosi mentre quando è asciutto è completamente inerme. È uno dei due demoni che attaccano la famiglia Makimura.
- Jinmen (ジンメン?, Jinmen): uno dei demoni subordinati del Generale Zan, ha la forma di una tartaruga gigante. I volti degli umani che mangia rimangono impressi sul suo guscio per un qualche tempo insieme alla loro coscienza mentre lui si ciba del loro odio.

### Anime
- Akira Fudo/Devilman (不動 明?, Fudō Akira): Devilman è uno dei demoni dell'inferno che hanno lo scopo di distruggere l'umanità. Arrivato sulla Terra, si impossessa del corpo di Akira Fudo, il quale stava compiendo con il padre un'escursione, dopo averlo ucciso. Verrà in seguito adottato dai Makimura, dove si innamorerà di Miki Makimura e rinuncerà ai suoi vecchi propositi decidendo di salvare il genere umano e tradire i demoni. Nonostante il suo nuovo scopo continuerà a disprezzare gli esseri umani, comportandosi in maniera aggressiva con tutti tranne che con Miki. Ogni volta che si trasforma in Devilman cambia radicalmente aspetto, aumentando le dimensioni del proprio corpo che assume una colorazione verde e con la comparsa di ali rosse sulla schiena.
- Miki Makimura (牧村ミキ?, Makimura Miki): è un'amica di infanzia di Akira della quale egli si invaghisce, venendo poi ricambiato. Scoprirà che Akira è posseduto da Devilman solo nell'ultimo episodio.
- Grande Zenon (ゼノン?, Zenon): è il capo dei demoni, inizialmente imprigionato nei ghiacci dell'Himalaya. Viene soprannominato Principe delle Tenebre ed è lui a mandare i demoni sulla Terra con lo scopo di punire Devilman per il suo tradimento. Il suo corpo è coperto di pelo marrone. Zenon ha tre teste situate sulle spalle, zoccoli al posto dei piedi ed enormi ali da pipistrello.
- Generale Zan (魔将軍ザン?, Ma Shōgun Zan): il primo dei tre generali inviati da Zenon per distruggere gli esseri umani. Ha un corpo di forma umanoide di colore verde con gli arti blu, una coda e una testa da lupo con due antenne ed è dotato di una grande forza fisica oltre a possedere la capacità di sparare raggi laser dagli occhi situati sul petto.
- Generale Muzan (一般Mužan Ma Shōgun Muzan): il secondo generale di Zenon, dall'aspetto di un mostro con gambe tentacolari: ha una testa simile a quella di una tigre e una faccia sullo stomaco. Ha il potere di entrare in dimensioni parallele, ma è anche il meno forte fra i tre generali di Zenon.
- Generalessa (魔鬼一般 ?): il terzo generale di Zenon. Il suo aspetto è quello di una bellissima donna con una maschera. Genera diversi demoni dai suoi ornamenti o dai suoi vestiti, tra cui la fida assistente Alron. Nell'episodio 35 si scopre che la maschera cela lunghi capelli bianchi e che ella grazie a una cintura è in grado di risanare la sua faccia ogni volta che viene lesionata. Devilman riuscirà a distruggere la cintura, privando così la Generalessa di ogni potere.
- Lala (拉拉 Lala): è una demonietta innamorata di Akira. Nel corso degli episodi sarà il personaggio più imbranato di tutti assieme al Professor Alfonso, però si dimostrerà anche utile aiutando Akira a sconfiggere il demone Gioiello e la Generalessa.
- Professor Alfonso (阿方索教授 ?): è il professore di Miki e Akira, e anche il personaggio più comico e imbranato della serie.
- Tare (皮重 Tàre): il fratello di Miki, estremamente fifone e codardo.

### Doppiaggio
| Personaggio         | Doppiatore originale        | Doppiatore italiano |
| ------------------- | --------------------------- | ------------------- |
| Akira Fudo/Devilman | Ryouichi Tanaka             | Massimo Corizza     |
| Miki Makimura       | Sumie Sakamoto              | Beatrice Margiotti  |
| Ataru               |                             | Massimo Corizza     |
| Silen               | Sakakibara Yoshiko          | Beatrice Margiotti  |
| Chaco               |                             | Beatrice Margiotti  |
| Zenon               | Hidekatsu Shibata           | Renato Montanari    |
| Preside Pochi       | Ryouji Shirato Jouji Yanami |                     |
| Prof. Makimura      | Mikio Terashima             | Renato Montanari    |
| Madre di Miki       |                             | Beatrice Margiotti  |
| Tare                |                             | Massimo Corizza     |
| Generalessa         |                             | Beatrice Margiotti  |
| Alfonso             |                             | Renato Montanari    |
| Tesoro              |                             | Beatrice Margiotti  |

## Altri media

### Cinema
A metà degli anni novanta il regista horror Brian Yuzna, l'effettista Screaming Mad George e i produttori Aki Komine e Taka Ichise cominciarono a lavorare su una sceneggiatura per un film live action tratto dal manga. Il progetto fu tuttavia annullato, a causa di alcuni contrasti tra Yuzna e Ichise, e per via del fatto che, in un'epoca in cui ancora gli effetti speciali in CGI erano ancora a uno stadio molto rudimentale, tale soggetto sarebbe stato molto difficile da trasporre in versione cinematografica. Nel 2004 è uscito nelle sale un film live action diretto da Hiroyuki Nasu intitolato Devilman. Inizialmente previsto in Giappone per il 5 giugno 2004, il film è stato posticipato al 9 ottobre 2004. Il film ha vinto il premio come peggior film giapponese del 2004.

### Narrativa
Basati sulla serie sono stati pubblicati anche tre romanzi: il primo, intitolato Shin Devilman, è stato illustrato da Go Nagai mentre il fratello, Yasutaka Nagai, si è occupato dei testi ed è stato pubblicato tra il 1981 e il 1982 in quattro parti; un secondo romanzo dal titolo Shin Video Shosetsu – Devilman: Tanjo Hen è stato pubblicato in occasione dell'uscita del primo OAV e ha visto di nuovo Yasutaka Nagai ai testi mentre Kazuo Komatsubara si è occupato delle illustrazioni; il terzo romanzo Devilman: The Novel è stato pubblicato in 4 volumi nel 1999 e ha rivisto la collaborazione tra i fratelli Nagai.

### Original net anime - ONA
Nel 2018 il manga ha goduto di un ulteriore adattamento animato dal titolo Devilman Crybaby: la serie si compone di 10 episodi, è prodotta da Science Saru e diretta da Masaaki Yuasa. È stata distribuita in tutto il mondo il 5 gennaio 2018 esclusivamente su Netflix.

### Original anime video - OAV
Il primo OAV del personaggio fu pubblicato nel 1987 da King Records a cui seguì un secondo il 25 febbraio 1990 pubblicato da Bandai Visual entrambi della durata di 55 minuti per sopperire alla mancanza di un adattamento animato fedele al manga, coprendone però solo i primi due volumi. Entrambi sono stati prodotti da Katsuhiro Kato, con Kenji Kawai che si è occupato delle musiche mentre Kazuo Komatsubara ha assunto il ruolo di character design. La prima edizione italiana dei due OAV è stata curata dalla Granata Press nel 1993, e il doppiaggio è stato eseguito dallo Studio P.V. di Milano sotto la direzione di Ivo De Palma. Nel 2021 entrambi i film sono stati oggetto di ridoppiaggio da parte di Yamato Video, eseguito dalla CDR di Roma con la direzione di Giorgio Bassanelli Bisbal, e sono stati pubblicati entrambi sul canale streaming Anime Generation di Prime Video rispettivamente il 27 dicembre 2021 e il 14 febbraio 2022. Nel primo doppiaggio Ivo De Palma, Claudio Moneta e Lara Parmiani davano voce rispettivamente ad Akira Fudo, Ryo Asuka e Miki Makimura, mentre nel secondo doppiaggio i tre personaggi sono doppiati da Massimo Triggiani, Maurizio Merluzzo e Martina Felli.
| Nº | Titolo italiano Giapponese 「Kanji」 - Rōmaji                                    | Distribuzione    | Distribuzione |
| Nº | Titolo italiano Giapponese 「Kanji」 - Rōmaji                                    | Giapponese       | Italiano      |
| 1  | La genesi/Il capitolo della nascita 「誕生編」 - Tanjou hen                      | 1º novembre 1987 | 1993          |
| 2  | L'arpia Silen/Il capitolo dell’arpia Sirèn 「妖鳥死麗濡編」 - Youchou shiren hen | 25 febbraio 1990 | 1993          |

### Videogiochi
È stato pubblicato anche un gioco per PlayStation il 13 aprile 2000.

## Accoglienza
In un sondaggio effettuato da TV Asahi Devilman è risultato al 76º posto nella Top 100 degli anime più popolari votati dal pubblico giapponese. Per festeggiare i quarant'anni della serie la compagnia Nagae, una società specializzata in prodotti di artigianato, ha creato una statua di bronzo chiamata Devil Man Gyouma Iyodou Zou venduta in Giappone dal 27 giugno 2012 e durante il Japan Expo di Parigi al prezzo di 147.000 yen. Nel sondaggio Manga Sōsenkyo 2021 indetto da TV Asahi, 150 000 persone hanno votato la loro top 100 delle serie manga e Devilman si è classificata al 74º posto.

### Controversie
In Italia l'anime di Devilman non viene più trasmesso in chiaro dal 1994 per le proteste dei genitori a causa delle tematiche horror, della violenza e del linguaggio presenti nella serie. Anche la sigla cantata da I Cavalieri del Re, che avrebbe dovuto essere pubblicata in un disco, è stata bloccata dalla RCA in seguito alle proteste dei genitori sulla serie.